# اکی تاکایاما
اکی تاکایاما (ژاپنی: 高山亜樹؛ زادهٔ march ۱۲, ۱۹۷۰ (۵۵ سال)) ورزشکار شنای موزون اهل ژاپن است.
وی در مسابقات کشوری و بین‌المللی در مجموع برندهٔ ۱ مدال نقره، ۱ مدال برنز شده‌است.